# Ырсай
Ырсай (каз. Ырсай, до 199? г. — Приречный) — село в Житикаринском районе Костанайской области Казахстана. Административный центр и единственный населённый пункт Ырсайского сельского округа. Находится примерно в 20 км к востоку от районного центра, города Житикара. Код КАТО — 394465100.

## Население
В 1999 году население села составляло 962 человека (485 мужчин и 477 женщин). По данным переписи 2009 года, в селе проживало 706 человек (345 мужчин и 361 женщина).